# Pustá Kamenice
Pustá Kamenice (německy Wüst Kamenitz) je obec v okrese Svitavy v Pardubickém kraji. Žije zde 318 obyvatel.

## Historie
První písemná zmínka o obci, staré uhlířské osadě, se datuje k roku 1392. Název obce byl nejspíše odvozen tak, že „Pustá“ má původ od pusté krajiny a „Kamenice“ od starého významu slova kamenice, které původně znamenalo kamennou komoru, nepochybně část vesnického obydlí, kde se mimo jiné uchovávaly potraviny. Jiné vysvětlení přívlastku Pustá pochází z období třicetileté války, kdy byla obec zničena Švédy. Zmiňuje se však o ní již v církevních zápisech z doby Karla IV. V dobách husitských válek byla úplně obyvateli opuštěna, následkem toho zpustla a odtud prý její název Pustá. Je zřejmé, že obec bude ještě o několik desítek let starší než sousední obce Krouna, Otradov atd. Staršímu datu vzniku obce napovídá též zmínka o prvním dřevěném kostelíku v obci, který byl vybudován zdejšími obyvateli kolem roku 1350.
Při sčítání lidu v roce 1584 žilo v obci 15 usedlých lidí. Po třicetileté válce, v roce 1561 měla vesnice 11 domů a žilo v nich 35 obyvatel. Sedlák žádný, samí zahradníci (majitelé pouhých zahrad bez pole). Tímto je dáno také to, že zdejší lidé byli nejdříve uhlíři (pálili v milířích uhlí ze dřeva, kterého zde byl vždy dostatek). Teprve po vykácení hlubokých lesů, které se zde rozprostíraly, se postupně stávali rolníky.
V roce 1930: „Rozloha obce činí 1531 ha 44 a, počet obyvatel 993, domů 136. Je tu obecní úřad, farní úřad katolický, lesní revírní správa, dva mlýny, pila (vodní), tírna Inu. Z domácího průmyslu zastoupeno je tkalcovství jutových koberců a vyšívání bílého prádla. Velkostatek Thurn-Taxise má v katastru obce lesy v rozloze 1030 ha. Spořitelní a záložní spolek pro Pustou Kamenici a okolí (kampelička), obecní knihovna o 330 svazcích, knihovna Hosp. čten. spolku o 160 svazcích a Spolek divad. Ochotníků pečují o další sebevzdělání občanu. Fr. Černý“

### Exulanti
V době pobělohorské během slezských válek emigrovaly z náboženských důvodů celé rodiny, a to pod ochranou vojska pruského krále Fridricha II. Velikého. V roce 1742 prokazatelně odešli z Pusté Kamenice do Münsterbergu v pruském Slezsku: Krčil Norbert, Krčil Václav a Krčil Mikuláš s rodinami, a Svoboda Jan.

## Obyvatelstvo
| Rok            | 1869 | 1880 | 1890 | 1900 | 1910 | 1921 | 1930 | 1950 | 1961 | 1970 | 1980 | 1991 | 2001 | 2011 | 2021 |
| -------------- | ---- | ---- | ---- | ---- | ---- | ---- | ---- | ---- | ---- | ---- | ---- | ---- | ---- | ---- | ---- |
| Počet obyvatel | 786  | 789  | 692  | 762  | 732  | 774  | 993  | 461  | 505  | 448  | 392  | 333  | 347  | 318  | 310  |
| Počet domů     | 127  | 129  | 129  | 119  | 120  | 131  | 136  | 121  | 119  | 113  | 108  | 138  | 147  | 156  | 162  |

## Obecní správa

### Obecní symboly
Znak a vlajka byly obci uděleny rozhodnutím předsedy Poslanecké sněmovny Parlamentu České republiky dne 4. března 2014.

## Přírodní památky
- Mlynářova lípa – významný strom
- Lípa svobody – významný strom
- Hápův javor – významný strom
- Kamenická voda – mokřadní louky a koryto potoka

## Doprava
Obcí prochází regionální železniční trať Svitavy – Žďárec u Skutče se zastávkami Pustá Kamenice a Pustá Kamenice zastávka. Rozhodnutím Pardubického kraje má však být od konce roku 2011 nadále provozována pravidelná osobní doprava pouze ve směru do Svitav (až na víkendové rekreační vlaky). V roce 2013 však došlo k obnovení provozu.
Autobusy využívají jedinou příjezdovou cestu do obce, která ji spojuje se silnicí I/34.

## Pamětihodnosti
- Kostel svaté Anny
- Pomník zastřelených občanů v lese na hranici okresů
- Evangelický hřbitov v Pusté Kamenici

## Galerie

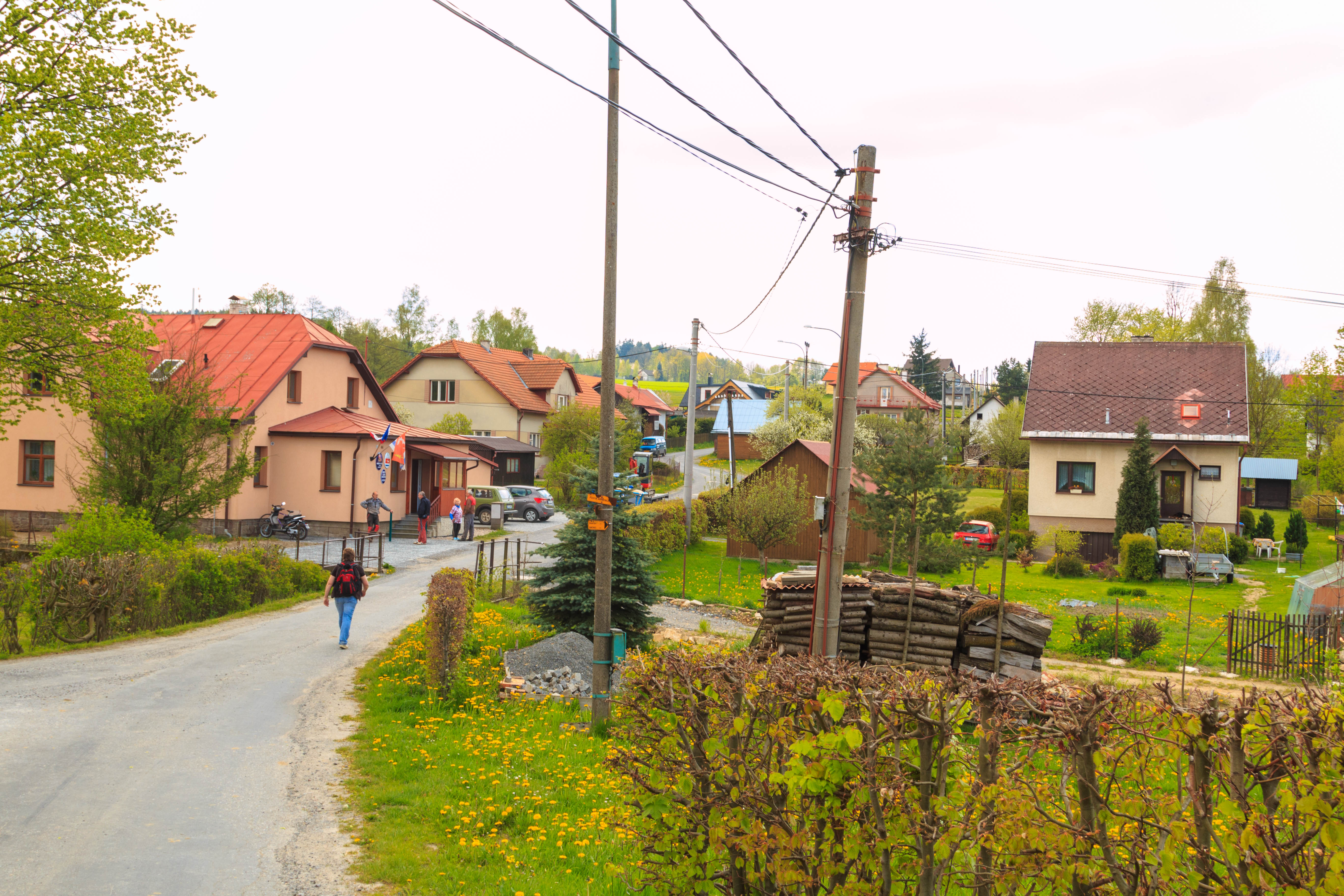
Obecní úřad
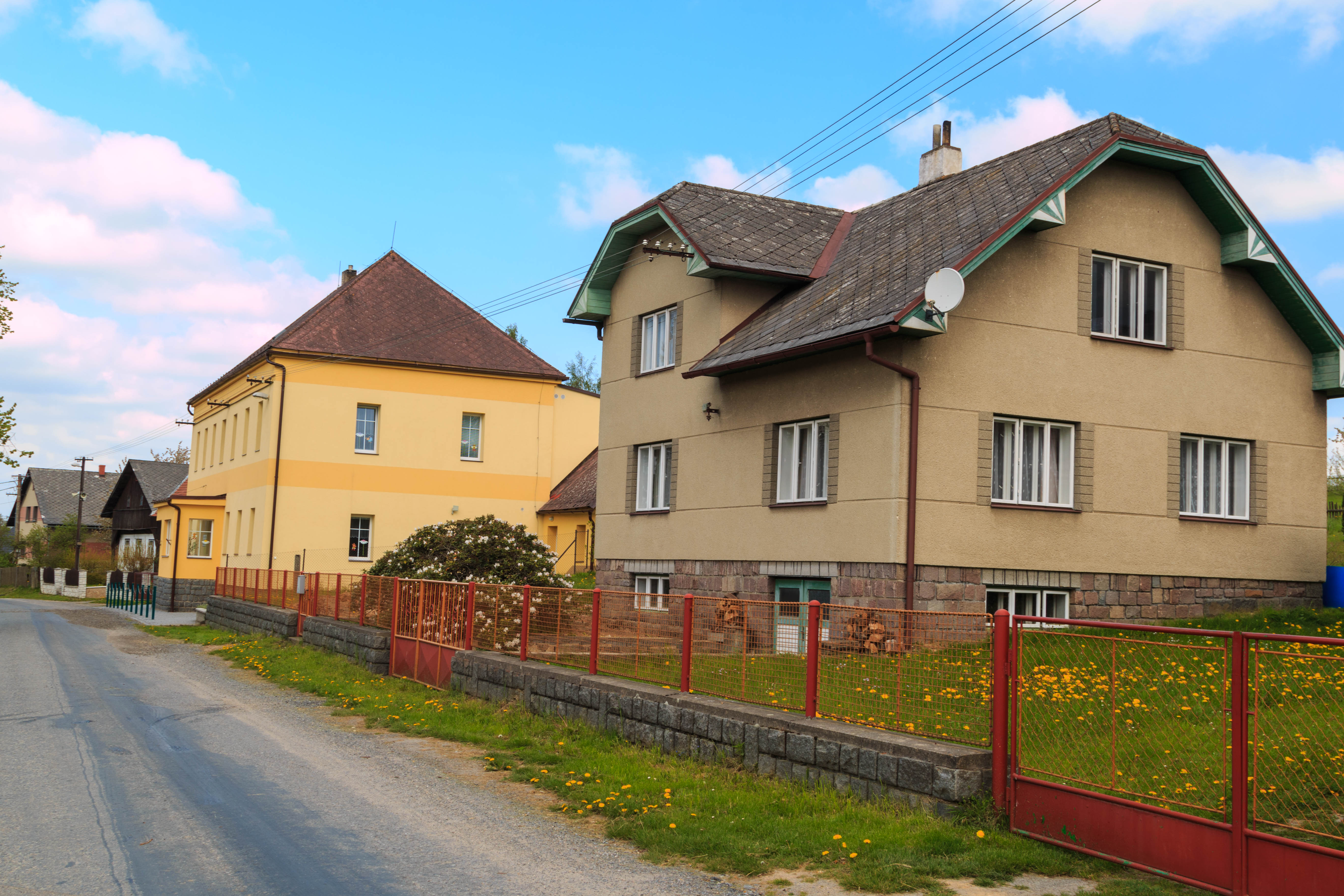
U školy
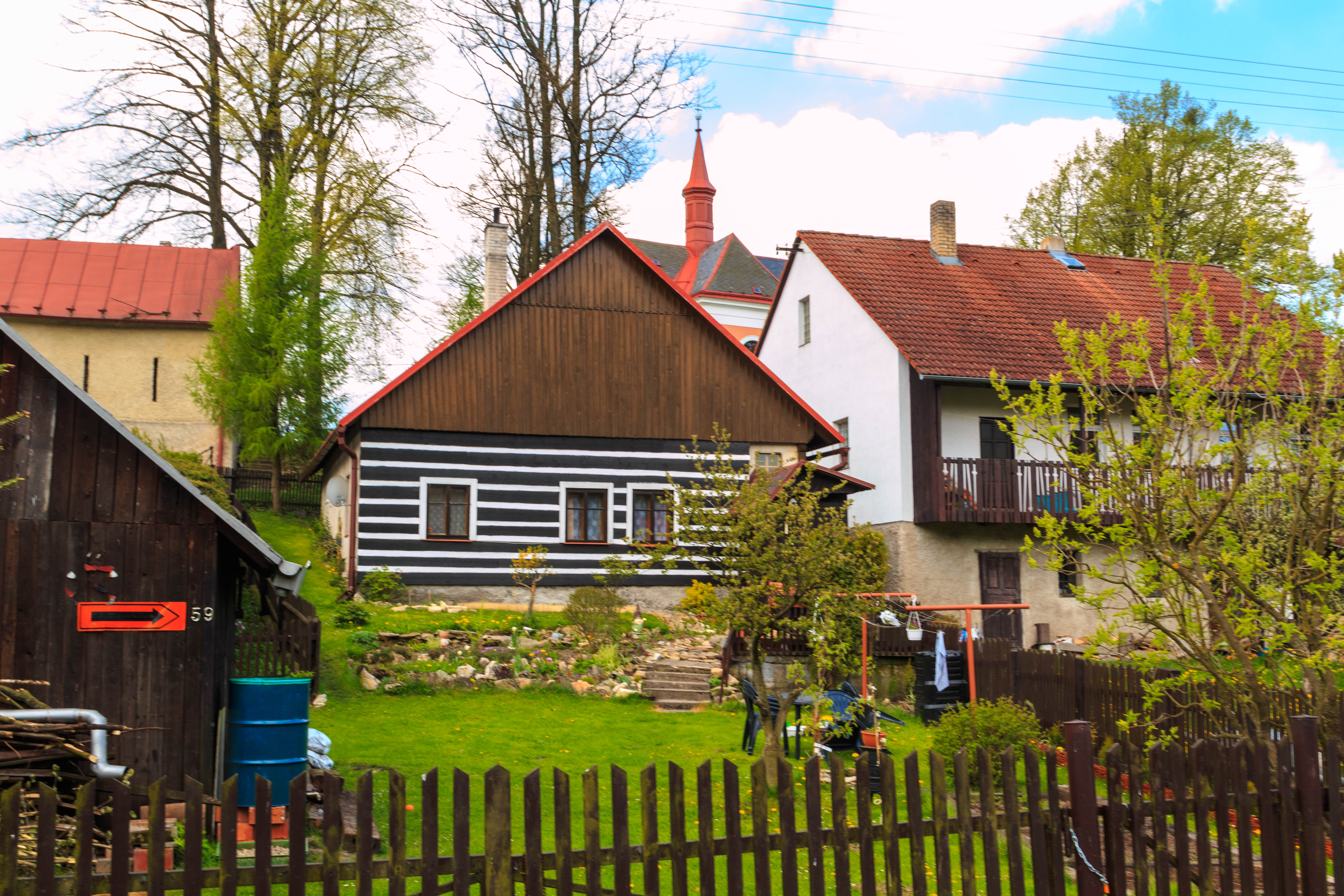
Čp. 59
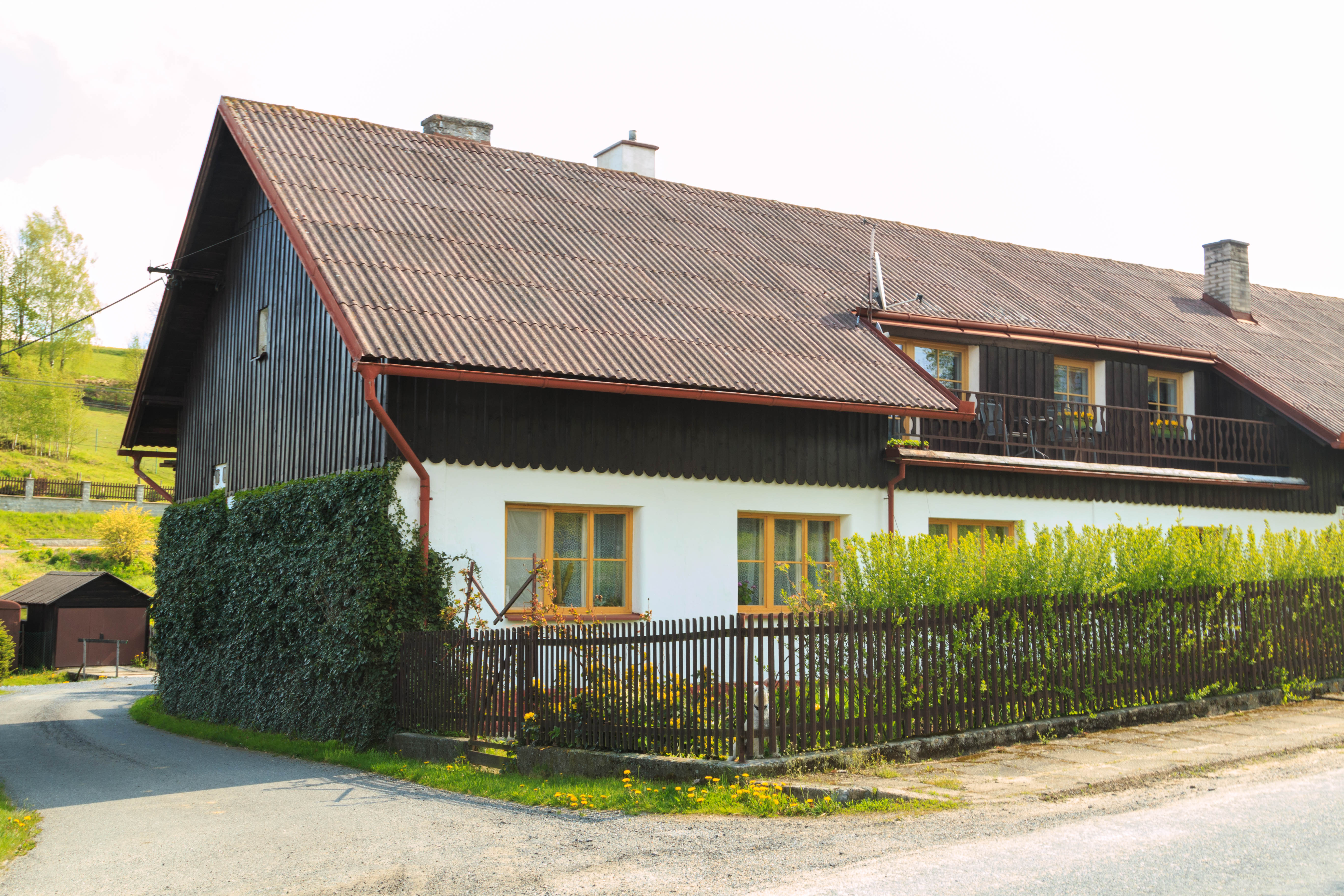
Čp. 95